# Twi (Sprache)
Twi [t͜ɕʷi] (deutsch auch: Tschi) ist eine Akan-Sprache. Twi wird von ca. 3,4 Millionen Menschen vor allem in Ghana gesprochen, wo es auch eine der Amtssprachen ist.
Innerhalb des Twi werden die Dialekte Aschanti-Twi (auch: Asante-Twi, Aschanti, Asante) mit rund 2.800.000 und Akuapem-Twi (auch: Akwapem, Twi, Akuapim, Akwapi) mit rund 555.000 Sprechern unterschieden.
Zu den frühen europäischen Erforschern der Sprache gehörte der Missionar Johann Gottlieb Christaller (1827–1895). Nana Anima Wiafe-Akenten ist die erste Person, die in Twi promoviert wurde.

## Bekannte Twi-Sprecher
- Nana Abrokwa, Musiker
- Kwame Nkrumah, erster Präsident Ghanas
- Ignatius Kutu Acheampong, ehemaliger Präsident Ghanas
- Otto Addo, ehemaliger Fußballspieler
- Akwasi Afrifa, ehemaliger Präsident Ghanas
- Kofi Annan, ehemaliger Generalsekretär der Vereinten Nationen (UNO)
- Gerald Asamoah, ehemaliger Fußballspieler
- Albert Adu Boahen, ghanaischer Historiker und Politiker
- Abédi Pelé, ehemaliger Fußballer
- Samuel Kuffour, ehemaliger Fußballspieler
- John Agyekum Kufuor, ehemaliger Präsident Ghanas
- Sarkodie, Musiker, siehe Konvict Muzik#Künstler (Auswahl)
- Anthony Yeboah, ehemaliger Fußballspieler
- Asamoah Gyan, Fußballer